# Ximena (Vorname)
Ximena ist ein weiblicher Vorname.

## Herkunft und Bedeutung
Ximena ist die weibliche Form des spanischen Namens Ximeno und der Name der Frau des El Cid. Die weiteren Zusammenhänge sind unklar, vermutet wird eine Ableitung vom baskischen seme „Sohn“ oder eine Ableitung von Simon.

## Namensträgerinnen
- Ximena Abarca (* 1981), chilenische Sängerin
- Ximena Aída María Bellido Ugarte (* 1966), peruanische Badmintonspielerin
- Ximena Hermoso (* 1991), mexikanische Tennisspielerin
- Ximena Lamadrid (* 1996), mexikanische Schauspielerin
- Ximena Navarrete (* 1988), mexikanisches Model und Schönheitskönigin
- Ximena Restrepo (* 1969), kolumbianische Sprinterin